# Dumfries
Pour les articles homonymes, voir Dumfries (homonymie).
Dumfries (prononcé en anglais : [dʌmˈfɹiːs]; en gaélique écossais : Dùn Phris) est une ville britannique et un ancien burgh royal d'Écosse, capitale administrative du council area (après avoir été celle de la région) de Dumfries and Galloway et appartenant à la région de lieutenance du Dumfriesshire. De 1975 à 1996, elle est la capitale administrative du district de Nithsdale, au sein de la région du Dumfries and Galloway. Sa population s'élève à 38 000 habitants, y compris les villages de Locharbriggs et Cargenbridge.

## Géographie
Dumfries est située sur la Nith, à 5 km au nord de son estuaire et des rives septentrionales du Solway Firth. Elle est la capitale du district de Dumfries and Galloway et est donc relativement isolée de la Central Belt écossaise par les Southern Uplands (Lowlands) qui culminent à plus de 800 mètres.

## Histoire
Dumfries est fondée en 1186.
En 1306, le futur roi d'Écosse, Robert Ier d’Écosse y assassina son rival pour le trône, John III Comyn.

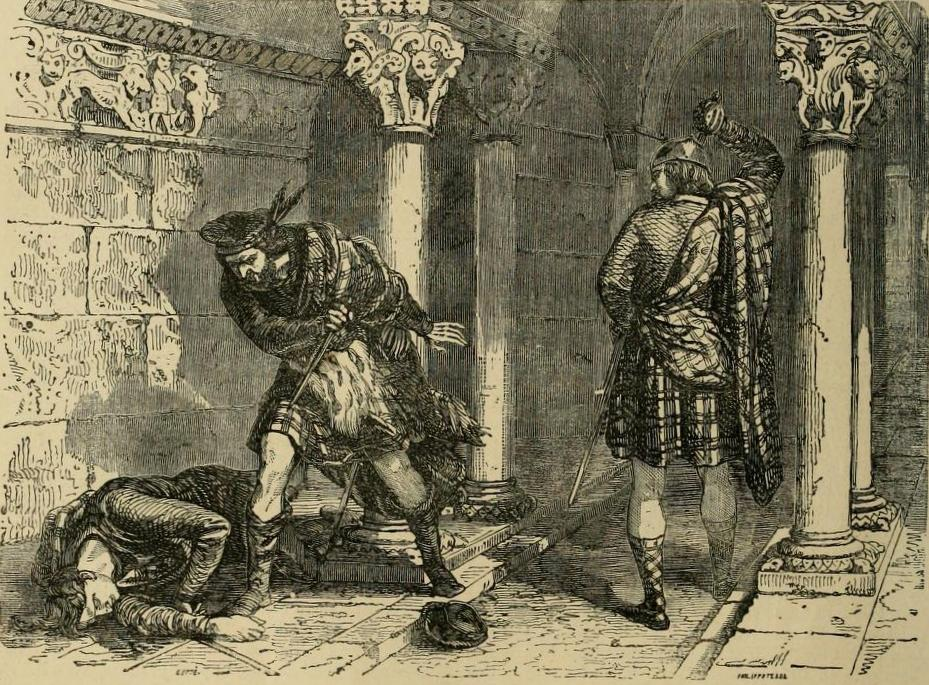
Le meurtre de Comyn dans l'église des franciscains de Dumfries, telle que représentée au XIXe siècle par Félix Philippoteaux.

## Sports
Le club de football Queen of the South est basé dans la ville.

## Personnalités liées à Dumfries

### Nées dans la ville
- Benjamin Bell, né en 1749, chirurgien
- James Anderson, né en 1824, marin
- Ray Wilson, né en 1968, auteur-compositeur-interprète
- Allan McNish, né en 1969, pilote automobile
- Calvin Harris, né en 1984, disc-jockey
- Rory Loy, né en 1988, footballeur

### Liées à la ville
- Robert Burns (1759-1796), célèbre poète écossais y a vécu de 1791 à sa mort en 1796. Il y est enterré avec sa femme et plusieurs de leurs enfants.
- Maud Sulter, née en 1960, morte le 27 février 2008 à Dumfries, artiste et femme de lettres ghanéenne et écossaise.

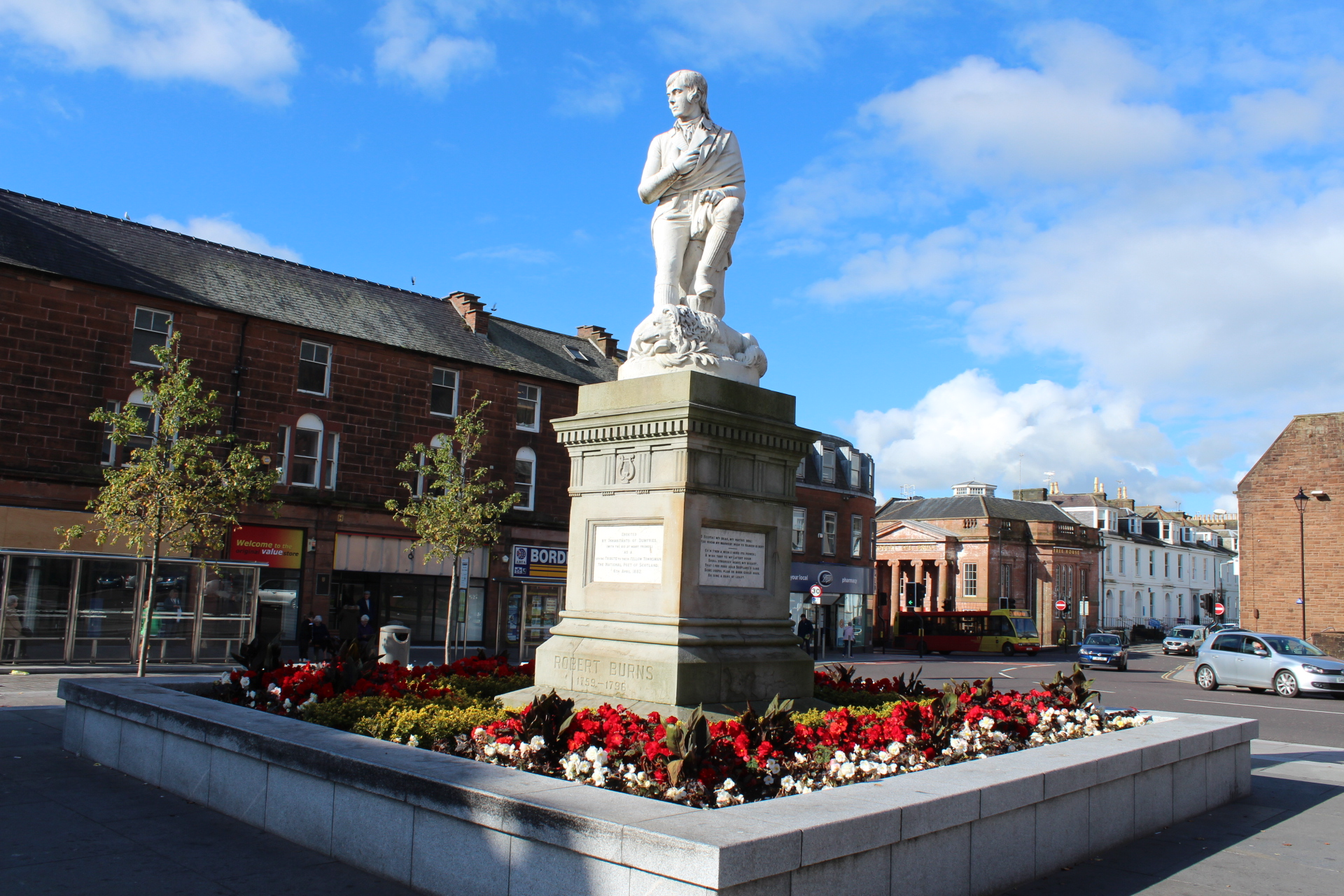
Une statue en l'honneur de Robert Burns à Dumfries.

## Jumelages

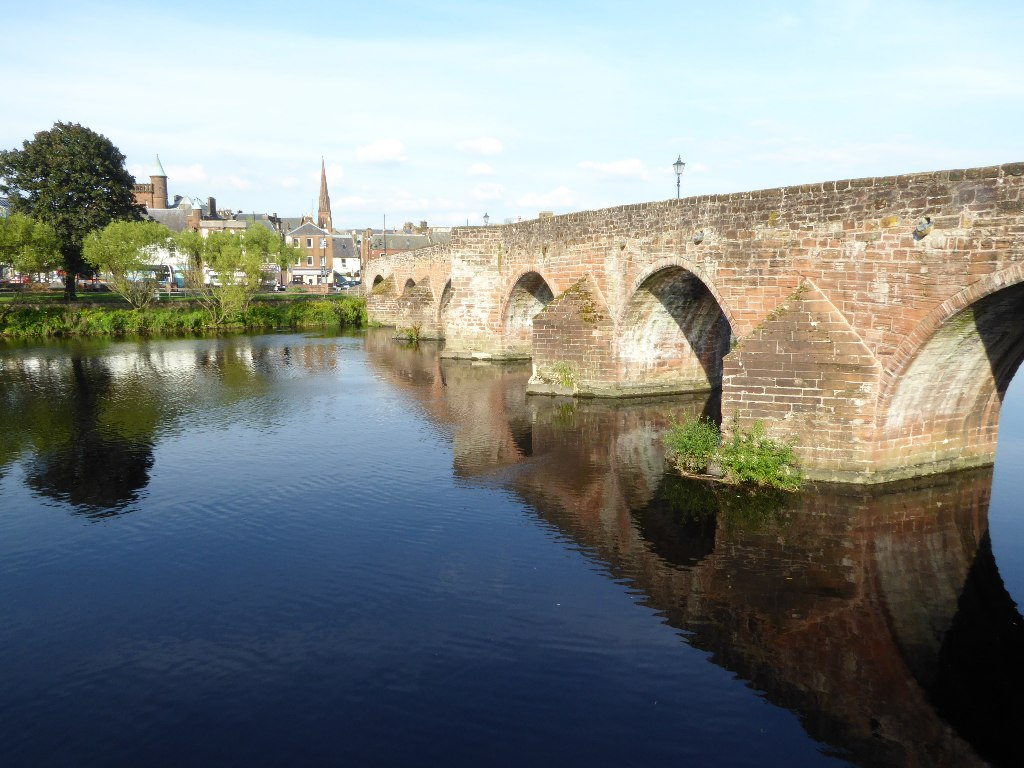
Le « vieux pont » de Dumfries sur le fleuve Nith.

- Annapolis (États-Unis)
- Cantù (Italie)
- Gifhorn (Allemagne)
- Passau (Allemagne)